# Rheopelopia seiryuuvea
Rheopelopia seiryuuvea är en tvåvingeart som beskrevs av Sasa, Suzuki och Sakai 1998. Rheopelopia seiryuuvea ingår i släktet Rheopelopia och familjen fjädermyggor. Inga underarter finns listade i Catalogue of Life.